# Озеряни (Ковельський район)
Озеря́ни — село в Україні, у Турійській селищній громаді Ковельського району Волинської області. Населення становить 417 осіб. Колишній орган місцевого самоврядування — Озерянська сільська рада.

## Історія
У 1906 році містечко Новодвірської волості Володимир-Волинського повіту Волинської губернії. Відстань від повітового міста 43 верст, від волості 8. Дворів 173, мешканців 1315.
12 червня 2020 року, відповідно до розпорядження Кабінету Міністрів України № 708-р «Про визначення адміністративних центрів та затвердження територій територіальних громад Волинської області», увійшло до складу Турійської селищної територіальної громади.

## Населення
Згідно з переписом УРСР 1989 року чисельність наявного населення села становила 479 осіб, з яких 223 чоловіки та 256 жінок.
За переписом населення України 2001 року в селі мешкало 419 осіб.

### Мова
Розподіл населення за рідною мовою за даними перепису 2001 року:
| Мова       | Відсоток |
| ---------- | -------- |
| українська | 99,04 %  |
| російська  | 0,72 %   |
| білоруська | 0,24 %   |

## Відомі мешканці
- Грушевець Григорій Денисович (1927—1953) — турійський районний провідник ОУН, Ковельський надрайоновий провідник ОУНР, Лицар Срібного Хреста Заслуги УПА.